# David Eldan
David Eldan (roz. David Anderman 12. února 1914, Vídeň, Rakousko-Uhersko – 5. srpna 1989, Tel Aviv) byl rakousko-izraelský fotograf.

## Životopis
David Anderman se od mládí zajímal o fotografii, stimulován strýcem Fredem Dunkelem, který byl průkopníkem filmu v Německu a později v Palestině. Anderman začal studovat medicínu ve Vídni, kterou přerušil v roce 1934, když emigroval do Palestiny. Nejprve žil v kibucu a poté pracoval pro Židovskou agenturu, která podporovala útěk židovské mládeže z Evropy do Palestiny. Začátkem roku 1938 odjel do Vídně na pohřeb svého otce a po anexi Rakouska v březnu téhož roku jen o vlásek unikl před zatčení gestapem. Po svém návratu do Palestiny se v roce 1938 stal vojákem britské armády a byl umístěn v Káhiře. Pokračoval ve svém zájmu o fotografii a specializoval se na samostudium portrétní fotografie.
Po propuštění z armády v roce 1946 si otevřel fotoateliér v Tel Avivu. Po vzniku Státu Izrael v roce 1948 pracoval pod jménem Eldan jako fotograf fotografického oddělení vládního tiskového úřadu (GPO), který původně vedl izraelský spisovatel Moshe Pearlman. Během soudu s Eichmannem v roce 1961 (Eichmann-Prozess) byl odpovědný za televizní nahrávky.
Eldan vybudoval fotoarchiv GPO, který slouží také jako archiv pro ostatní fotografy. Na jeho pozici následně nastoupil Moshe Milner.

## Galerie

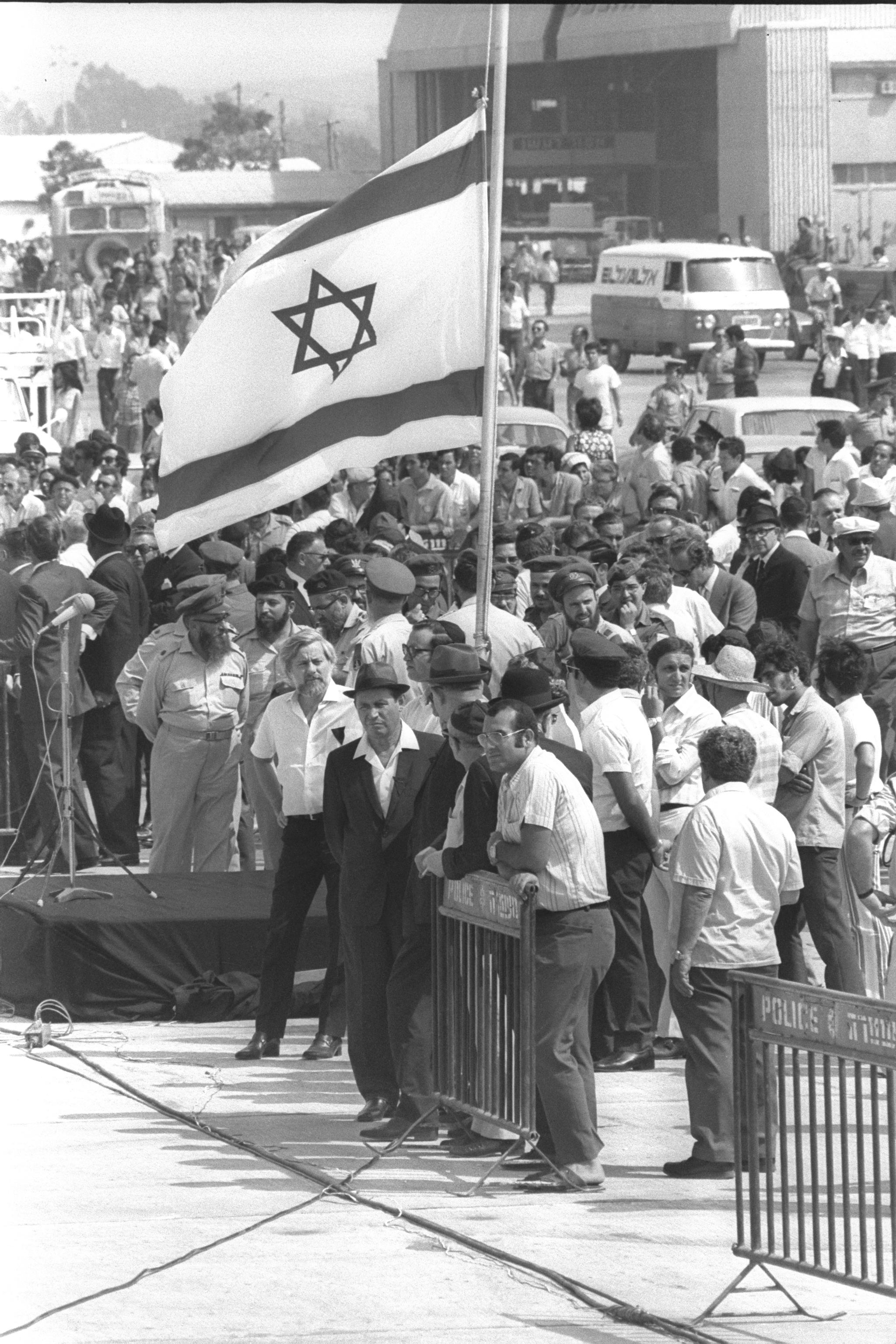
Čekání na smrt mnichovského masakru, 1972
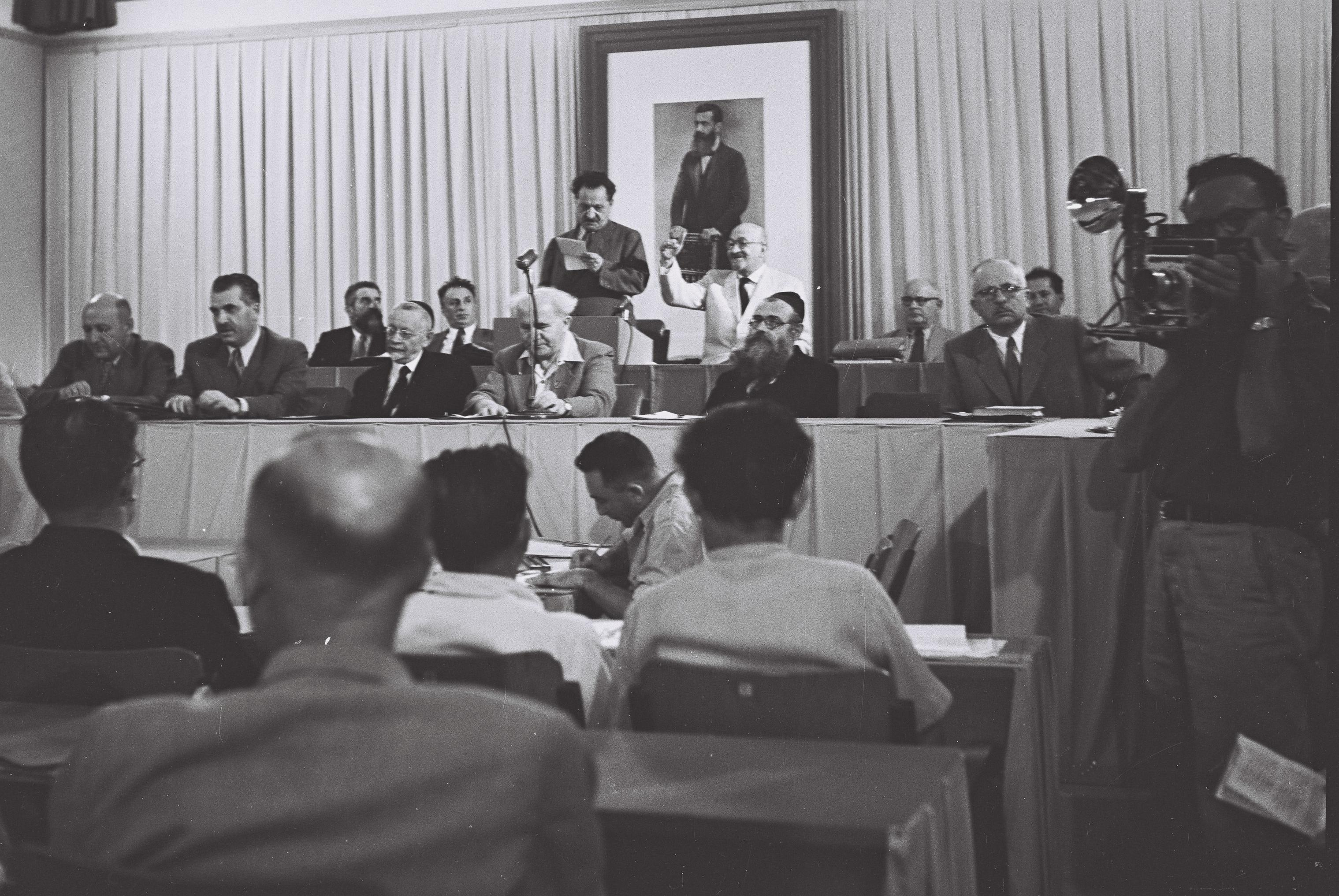
Státní rada, 1948
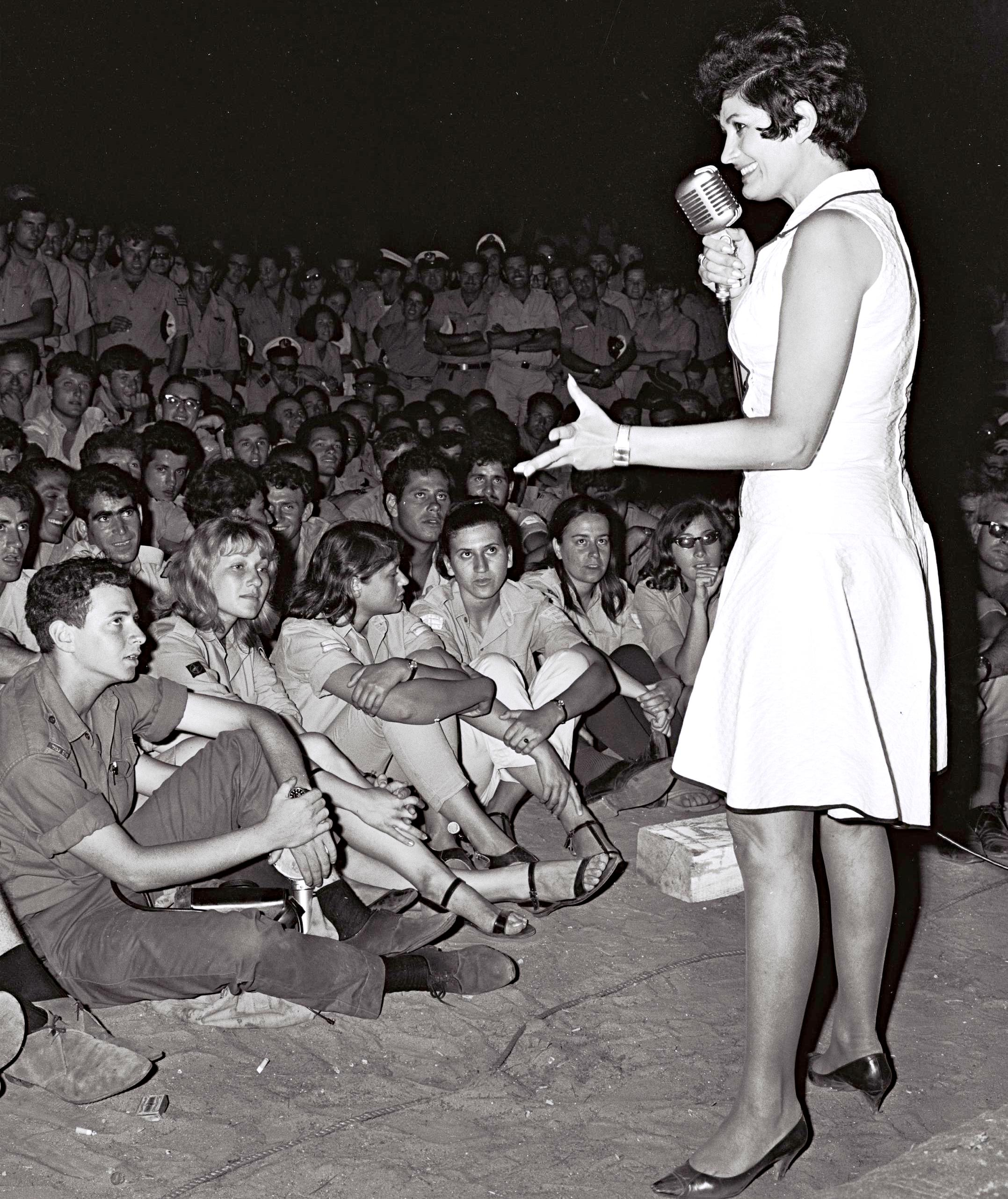
Yaffa Yarkoni pečující o vojáky (1967)
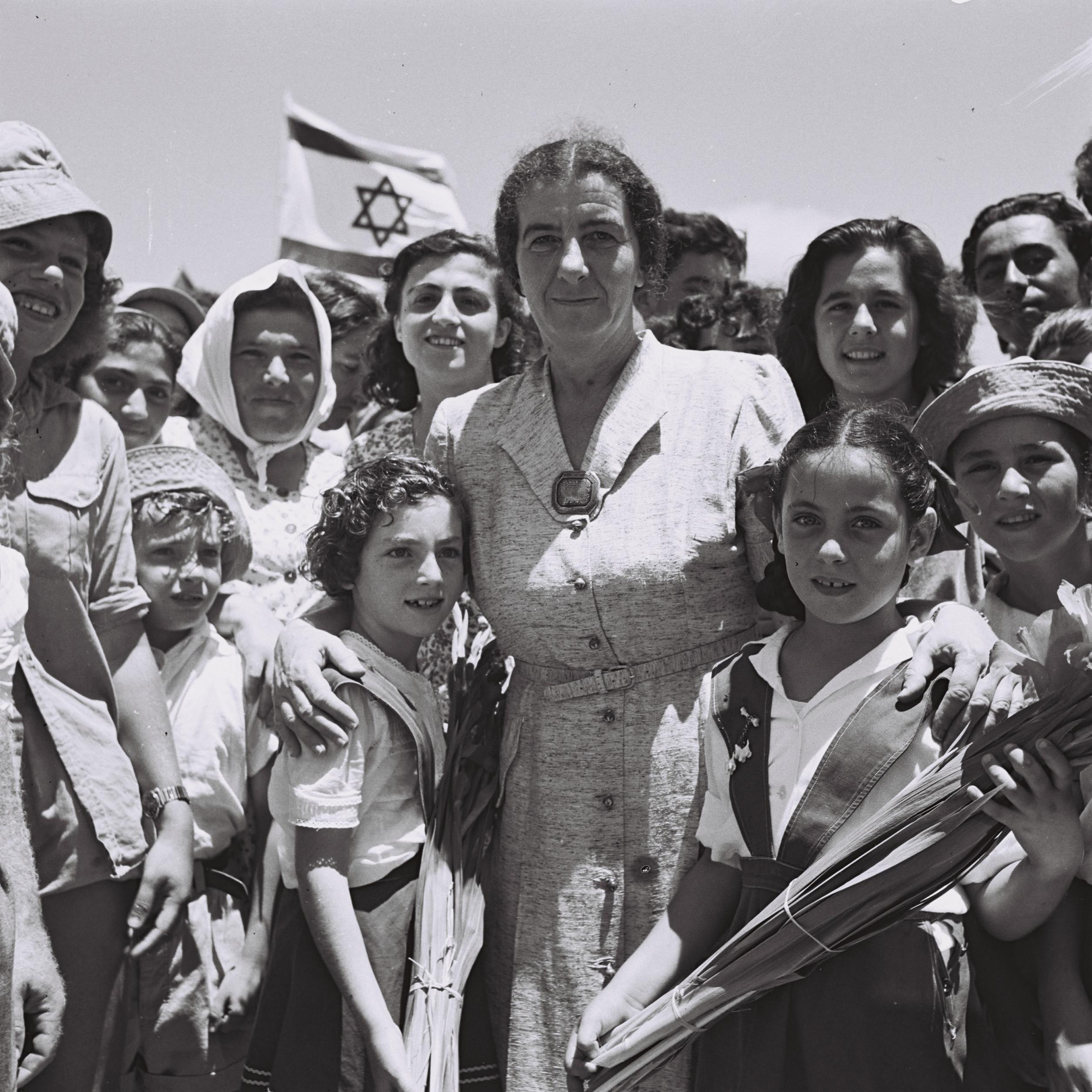
Golda Meir, 1950
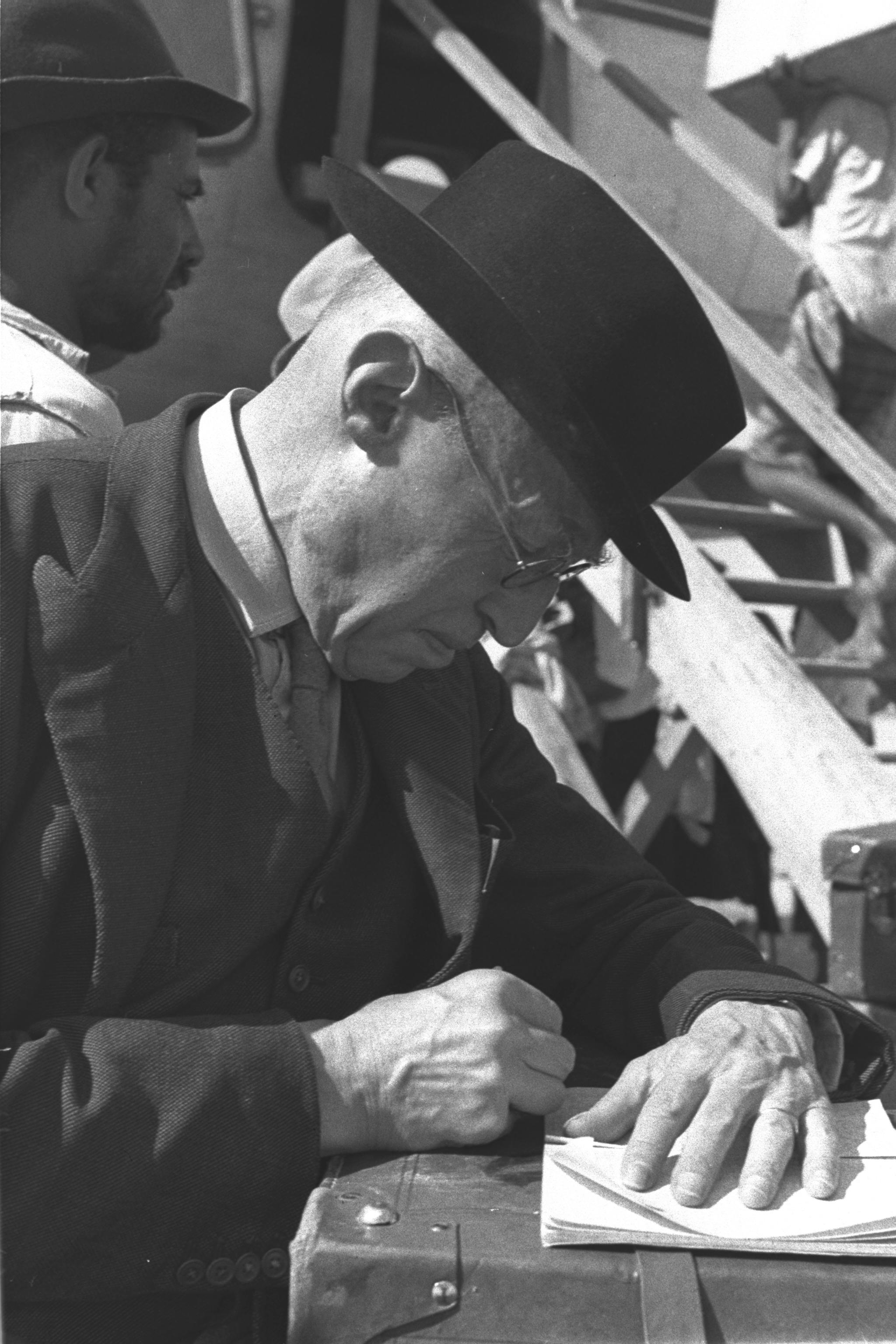
Norman Bentwich, 1950
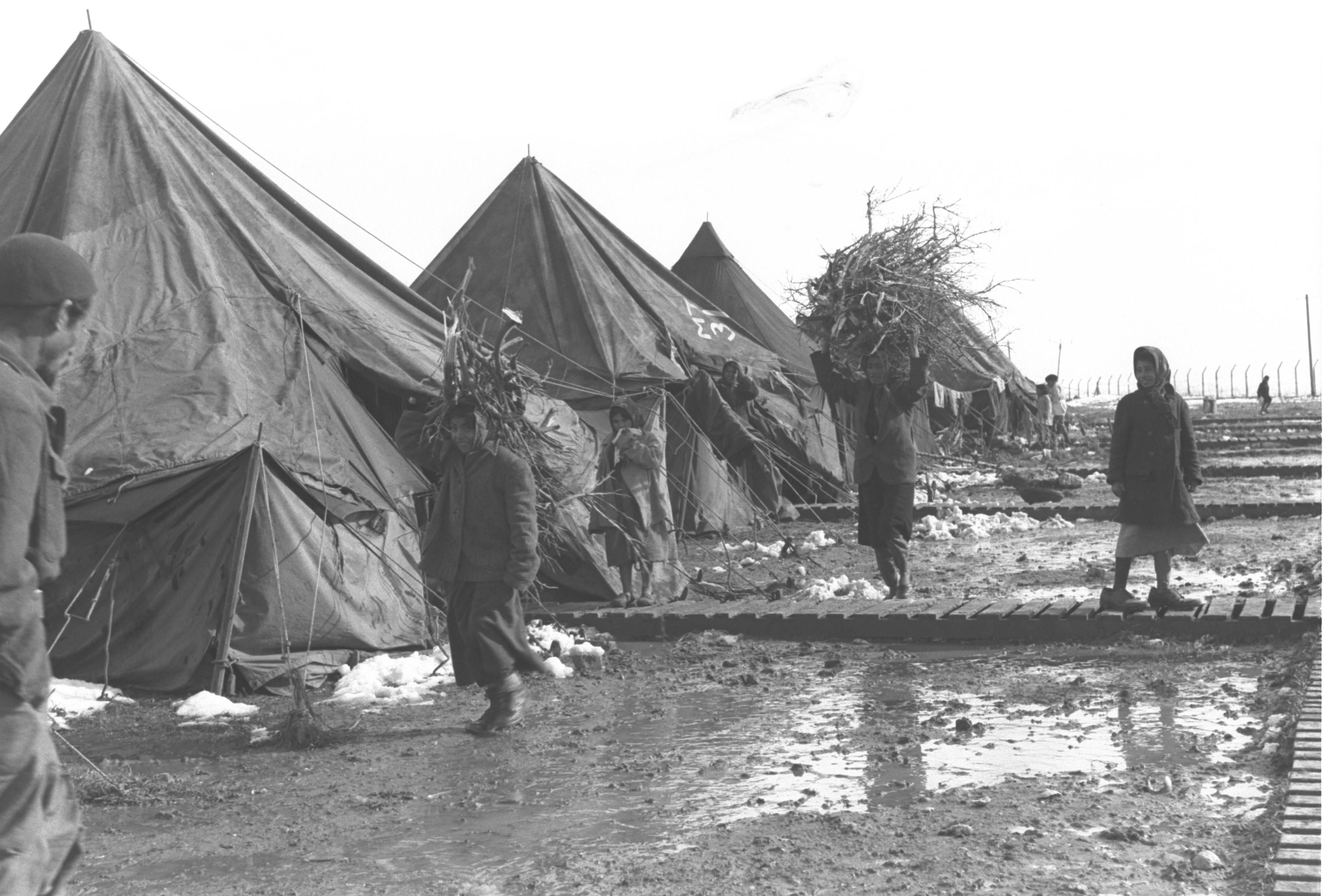
Uprchlíci z Jemenu, 1950
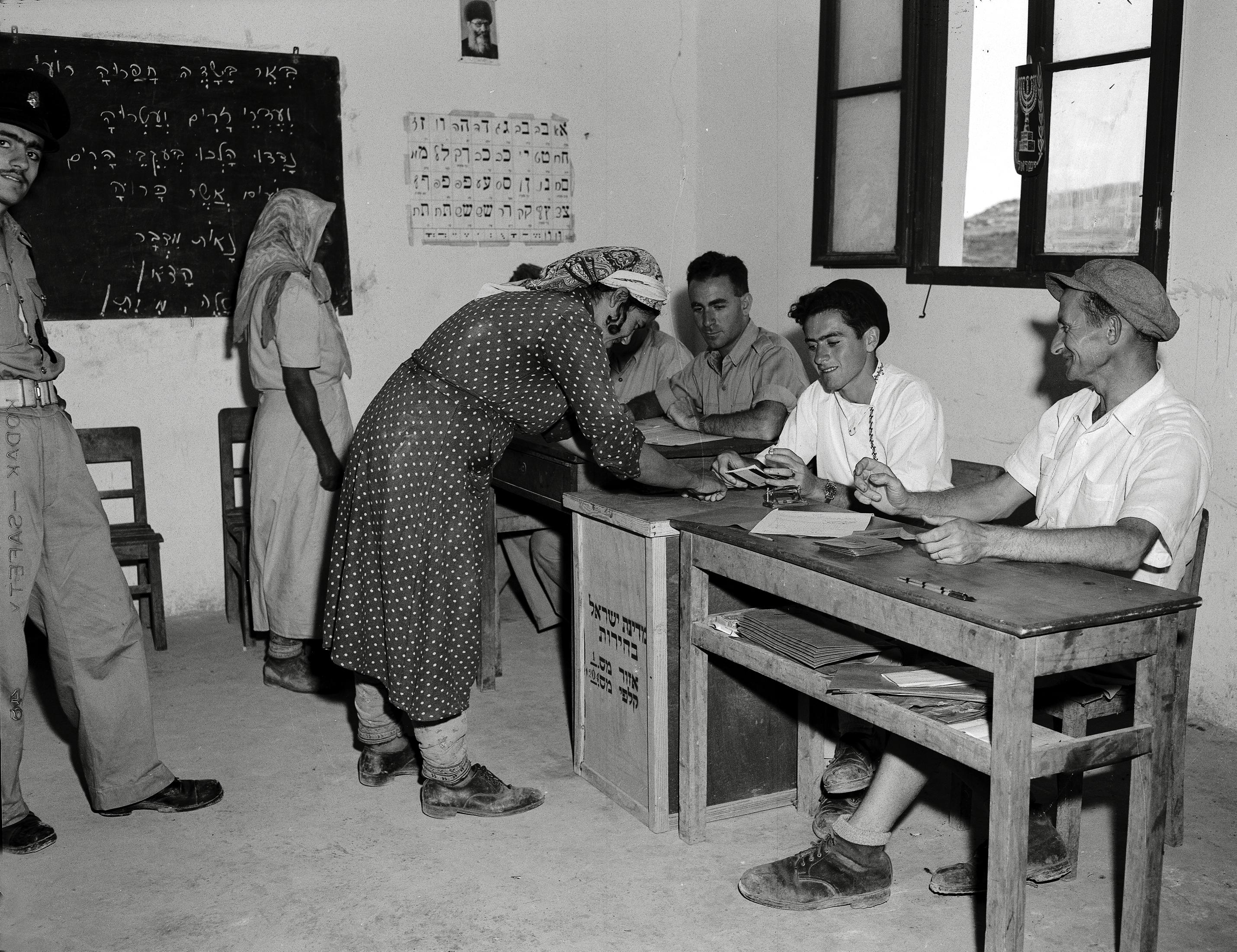
Volby, 1951
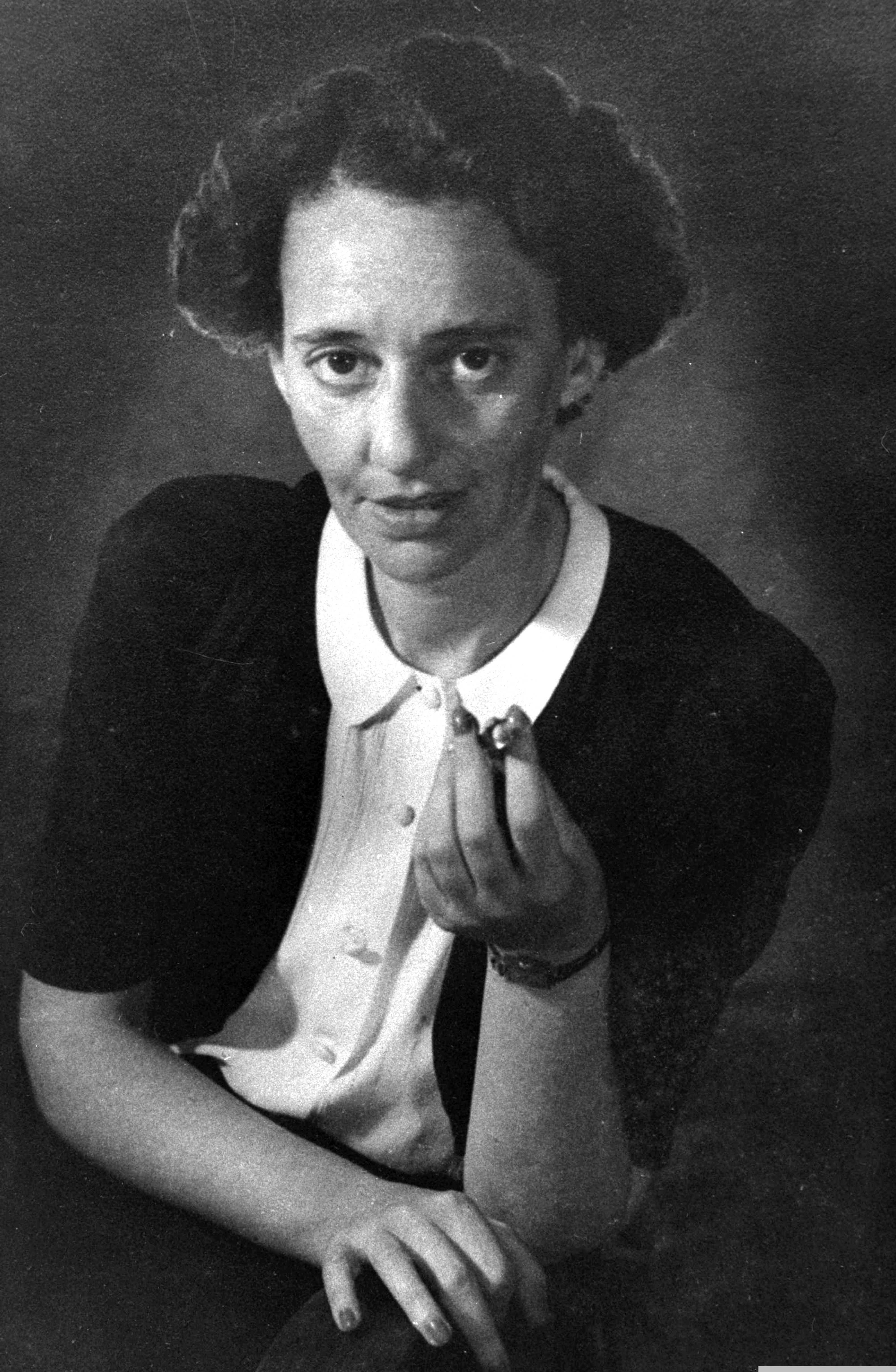
Lea Goldberg, 1946
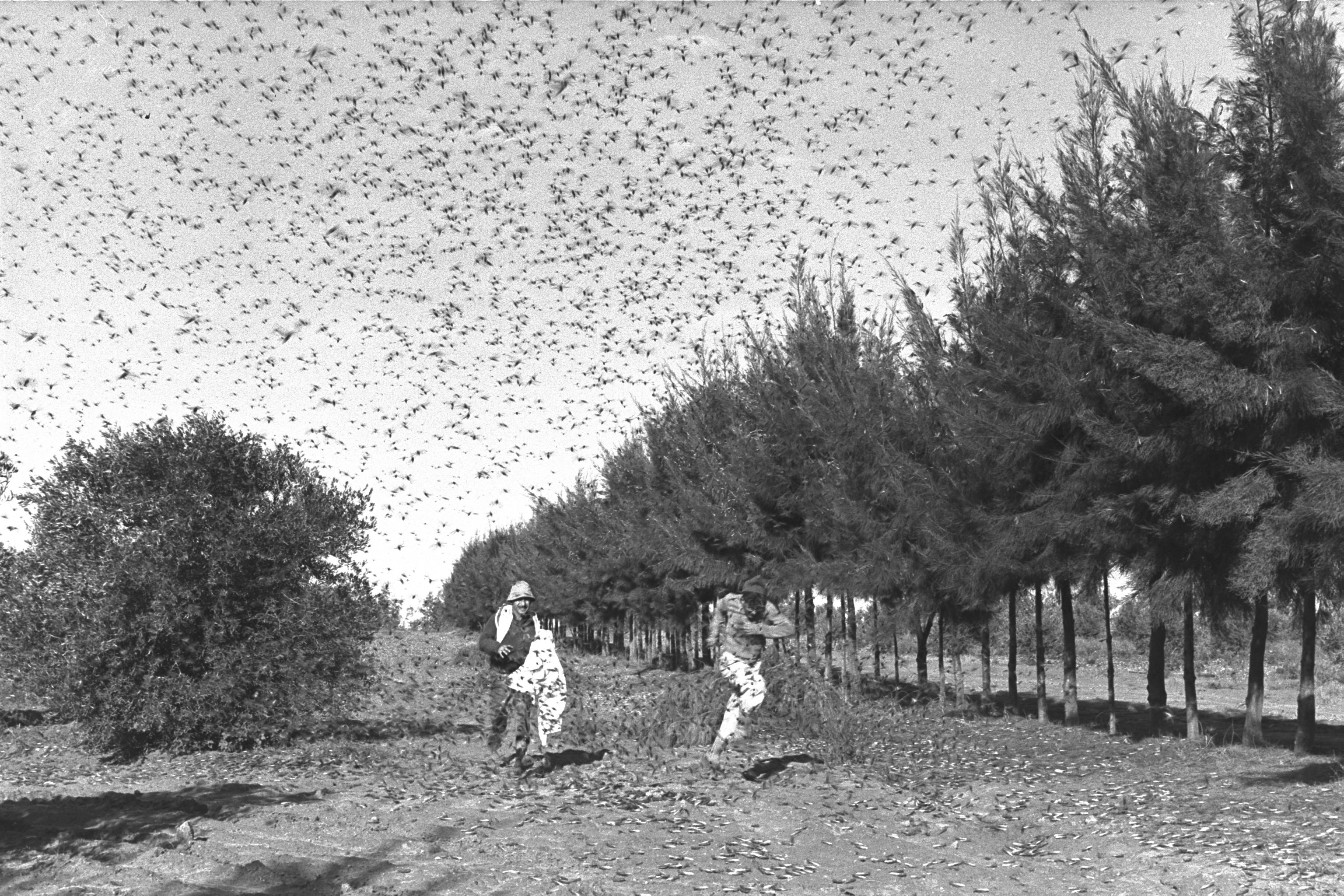
Zaměstnanci farmy prchají před hejnem kobylek, 1955, součást izraelské Národní sbírky fotografií